# Veicolo di propulsione subacquea

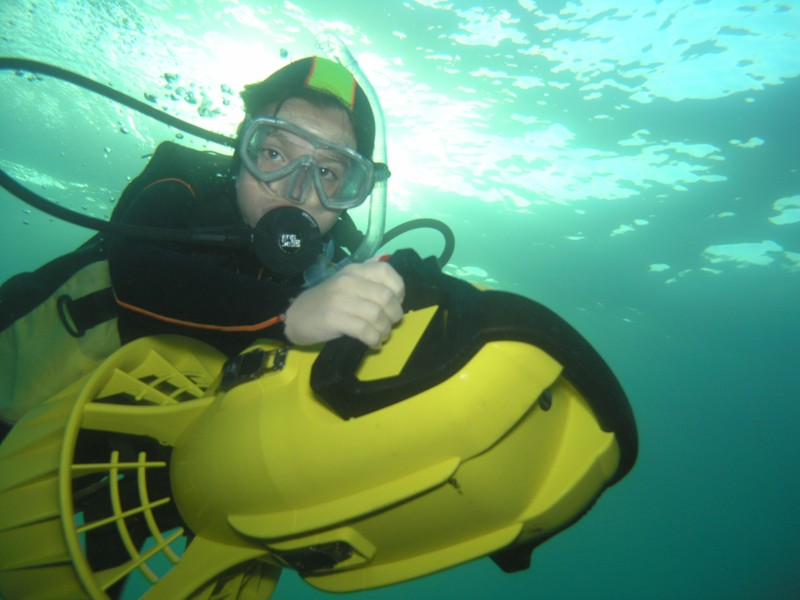
Scooter subacqueo distribuito dalla Ocean Reef.

Un veicolo di propulsione subacquea (in inglese Diver Propulsion Vehicle - DPV, talvolta chiamato maialino o scooter subacqueo) è un'apparecchiatura subacquea usata durante le immersioni per facilitare gli spostamenti a lungo raggio e aumentare l'area di esplorazione subacquea in caso di necessità.

## Caratteristiche

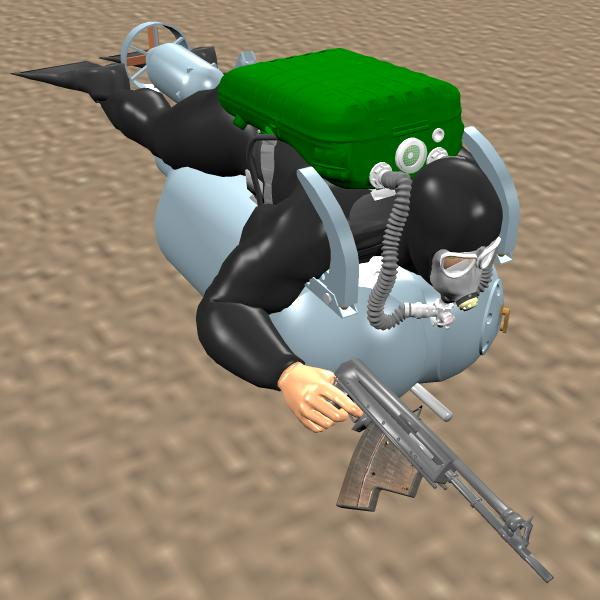
Un subacqueo con un rebreather, a bordo di un Protei 5.

Consiste normalmente in una struttura idrodinamica mossa da un motore elettrico alimentato a batteria che aziona un'elica, bilanciato con assetto neutro quando immerso. L'elica viene progettata e protetta in modo da non essere pericolosa per il subacqueo o per l'ambiente.
I veicoli subacquei sono utili per lunghi spostamenti a profondità costante in condizioni di navigazione favorevoli. Spesso vengono utilizzati nelle immersioni in grotta e nelle immersioni tecniche, aiutando a trasportare la pesante attrezzatura necessaria spesso per questo tipo di immersioni e a ridurre il tempo necessario per gli spostamenti, riducendo quindi i tempi già lunghi di decompressione.
Per la maggior parte dei subacquei sportivi questi veicoli non sono utili. Il controllo dell'assetto è vitale e gli scooter subacquei possono complicarne il controllo, con conseguenze pericolose (un barotrauma, ad esempio). Inoltre la navigazione con una visibilità scarsa può essere molto difficoltosa.

## Tipi di DPV

### Manta-board
Sono semplicemente dei pezzi legno o plastica (solitamente rettangolari) con due lunghe cime agganciate ai lati e sono trascinati da un'imbarcazione in superficie. Il subacqueo si fa trasportare tenendosi aggrappato e controlla l'assetto utilizzando il pannello come un'ala subacquea di un aliscafo. Il loro nome deriva dalla loro forma simile a quella della manta

### Scooters
Il tipo più comune di DPV è lo scooter, sostanzialmente costituito da un piccolo motore elettrico racchiuso in un guscio plastico di forma idrodinamica dotato di una piccola elica. Il vantaggio di questi tipi di DPV è che sono piccoli e maneggevoli, ed il subacqueo viene trascinato in modo idrodinamico opponendo poca resistenza all'acqua e conservando una maggiore autonomia della batteria in confronto dei DPV dove il pilota è seduto.

### "Maiali" o simili

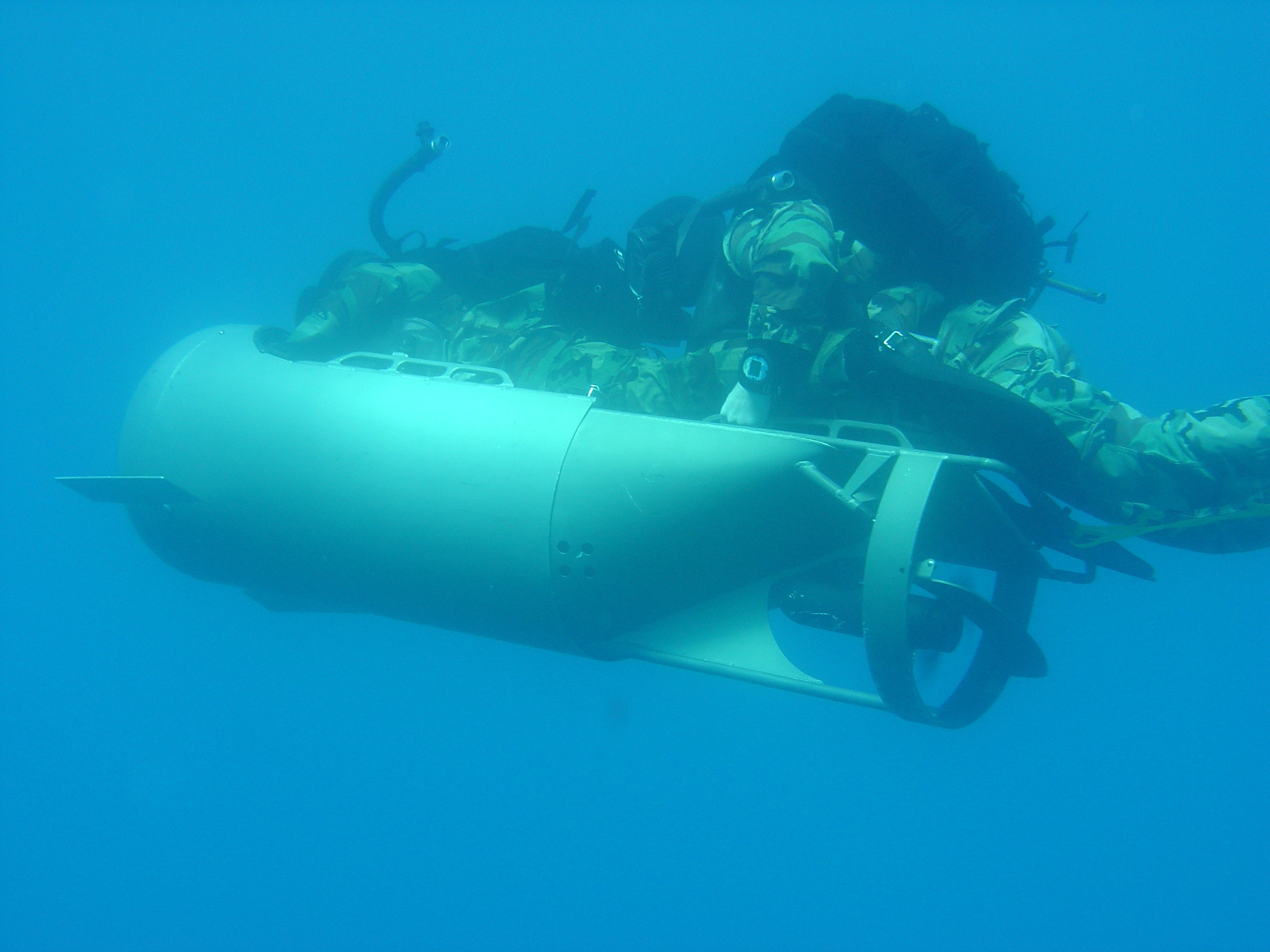
Marines statunitensi con un moderno DPD

Questo tipo di DPV consente il trasporto di più di un subacqueo (solitamente due) e viene utilizzato solo in particolari occasioni.
Un modello molto conosciuto è il cosiddetto SLC (Siluro a Lenta Corsa) detto anche Maiale, utilizzato dagli incursori della Marina Militare italiana durante la seconda guerra mondiale per numerose operazioni di sabotaggio in occultamento. Simili veicoli furono adottati in seguito da Marine di altre nazioni come Inghilterra e Giappone.
Gli odierni veicoli di questo tipo non sono dotati di carica esplosiva e la parte prodiera del siluro ha una forma più affusolata per avvantaggiare l'idrodinamica